# 하병옥
하병옥(河丙鈺, 1935년 9월 15일 - 2021년 10월 7일)은 전 재일본대한민국민단 중앙 단장이다. 가와미 상회 주식회사(カワミ商会株式会社)대표 단속 임무 회장, 오쓰카 기타구치(大塚北口)종합병원이사이기도 했다.

## 약력[1][2]
본적은 경남 진양군 대곡면 단목.
- 1954년 - 경남 보주농림고등학교졸업
- 1954년무렵 - 19세에 일본으로 밀항.(따라서 하병옥은 특별영주자가 아니다)
- 1954년 - 호세이 대학에 입학
- 1956년 - 호세이 대학을 중퇴, 조선대학교에 일기생으로써 입학
- 1958년 - 조선학교에서 국어교사
- 1963년 - 조선신보에 입사, 그 후 「조선통신」(朝鮮通信)으로 옮겼다.
- 1967년 - 총련에서 민단으로 이동
- 1976년～1985년 - 민단 도쿄 지방 본부 집행위원
- 1979년～1985년 - 민단 도쿄 토시마 지부 지단장
- 1988년～1991년 - 민단 중앙 본부 감찰위원
- 1991년～1994년 - 민단 중앙본부 부의장
- 1994년～1997년 - 민단 중앙본부 부단장
- 1997년～2000년 - 민단 중앙본부 의장
- 2006년 2월 - 민단 중앙단장에 취임
- 2006년 9월 - 민단단장퇴임

## 총련과의 관계
2006년 5월 17일에 공표된 「민단과 총련의 공동화해표명」에서 민단에서 주도적 입장이었다. 이 화해표명에 대해서 지방의 민단은 이론을 표명했다. 혼란한 끝에, 하병옥은 책임을 지고 단장을 임기도중에 퇴임하게 되었다.

## 가족
4남1녀.

## 참고 문헌
1. ↑  “民団新聞 2000年3月8日”. 2009년 1월 6일에 원본 문서에서 보존된 문서. 2010년 12월 31일에 확인함.
2. ↑  統一日報 2006年7月26日[깨진 링크(과거 내용 찾기)]